# 時には昔の話を
『時には昔の話を』（ときにはむかしのはなしを）は、加藤登紀子が作詞・作曲を手がけた楽曲。

## 解説
1987年2月1日に本楽曲が収録されたオリジナルアルバム「MY STORY/時には昔の話を」がリリース。また、同年4月25日発売のシングル「百万本のバラ」にカップリング曲として収録されている（どちらも編曲は山本健司）。歌詞は、主人公がかつての男の友人とともに、貧しいながらもたくましく生き抜いてきた昔のことを思い出すような内容となっている。
1992年3月28日にライブ録音されたヴァージョン（編曲：菅野よう子、ピアノアレンジ：大口純一郎）が、同年に公開された宮崎駿監督のアニメ映画『紅の豚』のエンディング・テーマに採用された。

## カヴァー
- 杉田あきひろ
- 新垣勉
- Imaginary Flying Machines
- 森恵 - アルバム『Re:Make1』に収録。
- 長尾匡祐
- All That Jazz（2009年12月2日）アルバム『ジブリ・ジャズ』収録
- 岡本知高（2010年2月3日）アルバム『旅立ちの日に』収録
- 井上あずみ（2010年5月12日）アルバム『ジブリ名曲セレクション Dear GHIBLI』収録
- DAISHI DANCE（2013年12月18日）アルバム『the ジブリ set 2』収録
- 事務員G（2016年1月16日）アルバム『G's G -My Favorite Numbers-』収録
- 小松亮太（2017年9月27日）アルバム『天空のバンドネオン〜タンゴでスタジオジブリ〜』収録
- 竹仲絵里（2018年12月5日）アルバム『記憶の森のジブリ』収録
- 朝倉さや（2019年8月21日）アルバム『大人になるってわるくない ～わだすのジブリ～』収録
- 新井ひとみ（2020年11月25日）
- Wakana（2020年12月9日）アルバム『Wakana Covers ～Anime Classics～』に収録。
- 海蔵亮太（2023年8月16日）配信限定シングル
- 渋谷龍太（SUPER BEAVER） - スタジオジブリトリビュートアルバム『ジブリをうたう』（2023年11月1日）に収録。
- 石丸幹二（2024年11月6日）カバー・アルバム『with FRIENDS』に収録。つのだたかし（リュート）

## 収録CD
ポリドール
- MY STORY/時には昔の話を 1987年 H33P20140
- 全曲集『百万本のバラ』 1996年 ASIN: B00005FJT2

徳間ジャパンコミュニケーションズ
- 紅の豚 サウンドトラック 1992年 ASIN: B000059HT2